# Atyrau
Atyrau (kasachisch und russisch Атырау/Atıraw, [ɑtɪˈɾaw] ; bis 1991 Гурьев Gurjew) ist eine Hafenstadt in Kasachstan. Sie ist Hauptstadt des gleichnamigen Gebiets Atyrau.

## Geografie

### Geografische Lage
Die Stadt liegt im nordwestlichen Teil Kasachstans am Fluss Ural, 45 km entfernt vom Nordufer des Kaspischen Meeres. Ihre geografischen Koordinaten sind 47,12° N und 51,88° O.
Nach der üblichen Definition der Grenzen Europas liegt Atyrau teilweise in Asien und in Europa. Der Fluss Ural teilt Atyrau in einen europäischen und einen asiatischen Stadtteil. Die Stadt liegt etwa zu gleichen Teilen auf europäischem und asiatischem Gebiet. Während der Flughafen von Atyrau auf europäischem Boden liegt, befinden sich die beiden Bahnhöfe der Stadt auf asiatischem Territorium.

### Klima
|                        | Jan  | Feb  | Mär  | Apr  | Mai  | Jun  | Jul  | Aug  | Sep  | Okt  | Nov  | Dez  |   |      |
| Mittl. Temperatur (°C) | −6,4 | −6,3 | 0,8  | 11,2 | 18,4 | 24,5 | 26,8 | 24,8 | 18,0 | 9,7  | 1,3  | −4,3 | ⌀ | 10   |
| Mittl. Tagesmax. (°C)  | −2,8 | −1,8 | 5,8  | 17,1 | 24,5 | 30,8 | 33,3 | 31,5 | 24,5 | 15,2 | 5,1  | −1,1 | ⌀ | 15,3 |
| Mittl. Tagesmin. (°C)  | −9,4 | −9,9 | −3,1 | 6,1  | 12,8 | 18,4 | 20,5 | 18,5 | 12,3 | 5,0  | −1,8 | −7,1 | ⌀ | 5,3  |
|                        |      |      |      |      |      |      |      |      |      |      |      |      |   |      |
| Niederschlag (mm)      | 14   | 12   | 15   | 16   | 23   | 18   | 10   | 12   | 8    | 16   | 18   | 15   | Σ | 177  |
|                        |      |      |      |      |      |      |      |      |      |      |      |      |   |      |
| Sonnenstunden (h/d)    | 3,2  | 4,9  | 5,4  | 8,2  | 10   | 11   | 11,1 | 10,4 | 8,9  | 6,3  | 3,5  | 2,4  | ⌀ | 7,1  |
|                        |      |      |      |      |      |      |      |      |      |      |      |      |   |      |
| Regentage (d)          | 4    | 4    | 6    | 8    | 9    | 7    | 6    | 5    | 5    | 8    | 10   | 6    | Σ | 78   |
|                        |      |      |      |      |      |      |      |      |      |      |      |      |   |      |
| Luftfeuchtigkeit (%)   | 84   | 80   | 74   | 58   | 50   | 45   | 45   | 46   | 52   | 64   | 80   | 84   | ⌀ | 63,4 |

| −9,4 |

| −9,9 |

| −3,1 |

| 6,1 |

| 12,8 |

| 18,4 |

| 20,5 |

| 18,5 |

| 12,3 |

| 5,0 |

| −1,8 |

| −7,1 |

| −9,4 |

| −9,9 |

| −3,1 |

| 6,1 |

| 12,8 |

| 18,4 |

| 20,5 |

| 18,5 |

| 12,3 |

| 5,0 |

| −1,8 |

| −7,1 |

## Bevölkerung
Die Einwohnerzahl von Atyrau betrug 2005 rund 146.400 und hat sich bis 2021 auf über 295.000 verdoppelt. Der Stadtkreis Atyrau, welcher auch noch weitere, kleinere Gemeinden umfasst, hatte am 1. Oktober 2005 201.924 Einwohner.

### Einwohnerentwicklung
- 1926 – 011.900
- 1939 – 041.000
- 1971 – 114.000
- 1979 – 130.916
- 1991 – 152.500
- 1999 – 142.497
- 2009 – 165.387

### Religionen
Die Stadt ist der Sitz der römisch-katholischen Apostolischen Administratur Atyrau.

## Geschichte
Atyrau wurde im Jahr 1640 von den Brüdern Gurjew, russischen Kaufleuten, gegründet. Die Siedlung hieß bis 1708 Jaizk (Nischni Jaizk). Später wurde sie nach ihren Begründern Gurjew genannt, bis sie nach der Unabhängigkeit Kasachstans ihren heutigen Namen erhielt.

## Politik

### Bürgermeister
Derzeitiger Bürgermeister (Äkim, kas. Әкім) von Atyrau ist seit dem 10. Juli 2023 Schäkir Keikin. Während sowjetischer Zeit stand der Stadtverwaltung der Vorsitzende des Exekutivausschusses vor. Nachfolgend die Bürgermeister der Stadt seit 1991:
| - Nurpejis Maqaschew (1991–1993) - Bekbolat Naregejew (1993–1995) - Schalghas Tikenbajew (1995–1998) - Arystanghali Äschimghalijew (1998–1999) - Düissenbai Turghanow (1999–2002) - Manas Tassybajew (2002–2006) - Bergei Rysqalijew (2006) - Sälimschan Naqpajew (2006–2009) - Mereke Jesmuratow (2009–2012) | - Asqar Kerimow (2012) - Serik Aidarbekow (2012–2014) - Nurlybek Oschajew (2014–2016) - Serik Schäpkenow (2016–2018) - Alimuchammed Quttumuratuly (2018–2020) - Qairat Orasbajew (2020–2022) - Mejirim Qalaui (2022–2023) - Schäkir Keikin (seit 2023) |

## Wirtschaft
Wichtige Industriezweige sind Erdölverarbeitung (u. a. Embamunaigas) und Chemieindustrie, außerdem Maschinenbau, Fischerei und Fleischverarbeitung. In der Stadt befindet sich der Hauptsitz vom Mineralölunternehmen Tengizchevroil, gemessen an der Erdölfördermenge dem größten Mineralölunternehmen Kasachstans. Atyrau besitzt einen Flusshafen.

## Verkehr

### Fernstraßen
Durch Atyrau verläuft die Europastraße 40 und die nach Norden führende A28 (Europastraße 121) verbindet die Stadt mit Uralsk.

### Flughafen
Sieben Kilometer westlich der Stadt liegt der internationale Flughafen Atyrau.

### Eisenbahn
Atyrau liegt an der internationalen Breitspur-Eisenbahnstrecke von Astrachan an der Wolga nach Orsk in Sibirien. Von dieser Strecke zweigen Linien nach Taschkent in Usbekistan und Almaty ab.

## Bildung und Kultur
Atyrau ist Sitz der Universität Atyrau und verschiedener Hochschulen. An Sehenswürdigkeiten gibt es mehrere Museen, ferner bietet die Stadt ein Theater, eine Philharmonie, zwei Kinos und 84 Bibliotheken.
Als innovatives Ereignis für Kasachstan gilt das Asyk-Denkmal, eine schlichte Monumentalplastik eines Asyk, eines traditionellen Spielsteins für Go aus der Kniescheibe eines Hammels. Es wurde 2001 vom zeitgenössischen Bildhauer Saken Narynov aus eigener Initiative auf einem Platz in Atyrau aufgestellt. Es wurde jedoch ein Jahr später zugunsten eines Reiterstandbildes demontiert.

## Sport
In der Stadt sind der Fußballverein FK Atyrau, der 2009 Pokalsieger wurde, und die Eishockeymannschaft HK Beibarys Atyrau beheimatet. Die Basketballmannschaft BK Barsy Atyrau spielt in der kasachischen National League.

## Städtepartnerschaften
Atyrau listet folgende Partnerstädte auf:
- Aqtau, Kasachstan
- Oral, Kasachstan
- Aqtöbe, Kasachstan
- Astrachan, Russland
- Magnitogorsk, Russland
- Syktywkar, Russland
- Aschdod, Israel
- Aberdeen, Vereinigtes Königreich[3][4]
- Şirvan, Aserbaidschan

## Söhne und Töchter der Stadt
- Bolat Bajekenow (1942–2023), Politiker
- Nurlan Balghymbajew (1947–2015), Politiker, Premierminister Kasachstans von 1997 bis 1999
- Ghani Qassymow (* 1950), Politiker
- Machambet Dosmuchambetow (* 1960), Geologe und Politiker
- Timur Bekmambetow (* 1961), russischer Filmemacher
- Serik Ospanow (* 1964), Politiker
- Arkadi Wolosch (* 1964), russischer Informatiker und Unternehmer
- Musa Musalaev (1979–2016), tatarischer Kickboxer
- Gülnäfis Ajtmuchambetowa (* 1988), Taekwondoin